# アービー・ウォード
アービー・ウォード（Abbie Ward、1993年3月27日 - ）は、イングランドの女子ラグビーユニオン選手。

## プロフィール
- スコットランド・ダンフリーズ出身[1]。
- ポジションはロック(LO)。
- 身長 181cm、体重 96kg
- 女子イングランド代表キャップは50（2022年11月現在）。
- 2017年W杯の女子イングランド代表に選ばれた[2]。

## 略歴
2022年、ラグビーワールドカップ2021の女子イングランド代表に選ばれて、レッド・ローズ2大会連続準優勝に貢献。

## 受賞歴
- ワールドラグビー女子15人制ドリームチーム:2021年[4]・2022年[5]